# Землетрясение в Динаре (1995)
1 октября 1995 года в Динаре, районе Турции, произошло землетрясение; его магнитуда составила 6,2.

## Тектоническая обстановка
Землетрясение произошло в одной из четырёх частей Динарского разлома — Кызыллы, протяжённостью 10 километров.

## Землетрясение
Землетрясение произошло в юго-восточной Турции, в районе Динар 1 октября 1995 года в 15:57 по местному времени. Гипоцентр находился на глубине 33 километра, магнитуда составила 6,2. 
В этот период в Турции разворачивалась политическая нестабильность, всего 11 днями ранее прошли крупные забастовки работников государственного сектора. Самому крупному толчку предшествовал ряд небольших магнитудой до 5,1, последнее из которых произошёл 26 сентября 1995 года. Это привело к тому, что местные жителей решили спать вне своих домов и, возможно, привело к меньшему количеству жертв и раненых во время самого сильного толчка 1 октября.

## Реакция
В результате землетрясения погибло 90 человек и более 200 получили ранения. В общей сложности 2473 домам был нанесён серьёзный ущерб, 1218 домам средний и 2076 домам лёгкий. Турецкое правительство построило 5000 новых домов для пострадавших в ходе землетрясения.